# W. J. 커피
윌리엄 존 커피(William John Coffee: 1774–1846)는 국제적으로 알려진 영국 예술가이자 조각가이었다. 그는 도자기, 회반죽, 테라코타로 작업을 했고, 유화도 그렸으나 유화로서는 그다지 유명한 작품이 없다. 그의 초기 활동은 영국 더비에 있는 노팅햄 길의 중국 도자기 공장인 듀스버리의 모범 사례이었다. 그는 인생의 후반부를 미국에서 보냈다.